# 沙托讷夫 (科多尔省)
沙托讷夫（法語：Châteauneuf，法語發音：[ʃatonœf]，意为“新堡”）是法国科多尔省的一个市镇，属于博讷区。

## 地理
沙托讷夫（47°13'8"N, 4°38'28"E）面积10.06 平方千米，位于法国勃艮第-弗朗什-孔泰大區科多尔省，该省份为法国中东部省份，北起奥布省，西接涅夫勒省和约讷省，南至索恩-卢瓦尔省，东南接汝拉省，东临上索恩省，东北部与上马恩省接壤。
与沙托讷夫接壤的市镇（或旧市镇、城区）包括：科马兰、圣萨比娜、欧苏瓦地区旺德内斯、布埃、乌什河畔拉比西耶尔。

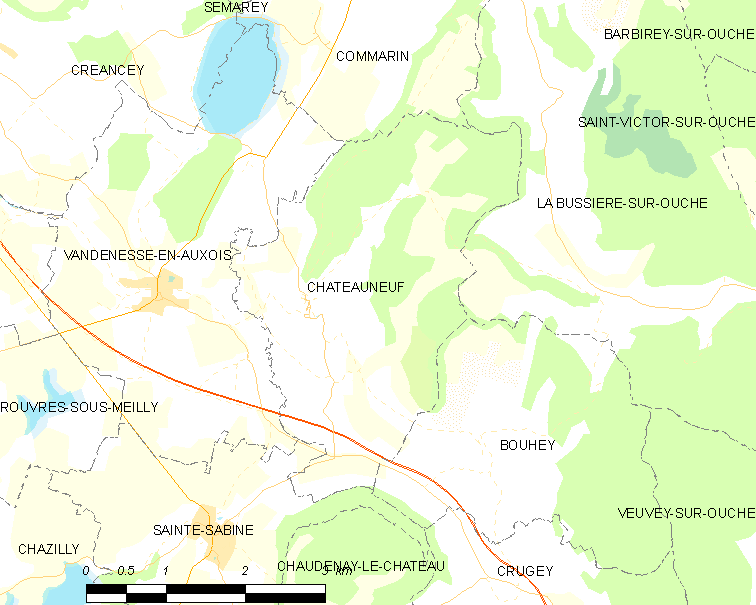
的OSM定位图

沙托讷夫的时区为UTC+01:00、UTC+02:00（夏令时）。

## 行政
沙托讷夫的邮政编码为21320，INSEE市镇编码为21152。

## 政治
沙托讷夫所属的省级选区为阿尔奈勒迪克县。

## 人口

1962-2008年间人口变化图示

沙托讷夫于2022年1月1日时的人口数量为81人。